# إدواردو أسيفيدو
إدواردو أسيفيدو (بالإسبانية: Eduardo Mario Acevedo) (مواليد 25 سبتمبر 1959) هو لاعب كرة قدم. يلعب مع منتخب الأوروغواي لكرة القدم. سبق له أن لعب في كأس العالم لكرة القدم مع منتخب بلاده.

## روابط خارجية
- إدواردو أسيفيدو على موقع الاتحاد الدولي (مؤرشف)  (الإنجليزية)
- إدواردو أسيفيدو على موقع قاعدة بيانات كرة القدم.إي يو (الإنجليزية)
- إدواردو أسيفيدو على موقع ناشيونال فوتبول تيمز (الإنجليزية)
- إدواردو أسيفيدو على موقع عالم كرة القدم.نت (الإنجليزية)